# Verbascum davisianum
Verbascum davisianum är en flenörtsväxtart som beskrevs av Hub.-mor.. Verbascum davisianum ingår i släktet kungsljus, och familjen flenörtsväxter. Inga underarter finns listade i Catalogue of Life.